# Lunenburg (Massachusetts)
Pour les articles homonymes, voir Lunenburg.
Lunenburg est une localité du comté de Worcester, au Massachusetts.
La population était de 10 086 habitants en 2010.
La ville a été fondée en 1718 et incorporée officiellement en 1728.